# Sven Colliander
Sven Colliander est un cavalier suédois né le 23 mai 1890 à Halmstad et mort le 16 septembre 1961 à Täby.

## Carrière
Sa carrière amateur est principalement marquée par une médaille de bronze remportée aux Jeux olympiques de Berlin en 1936 en dressage par équipes avec Gregor Adlercreutz et Folke Sandström.